# Macrostomum curvistylum
Macrostomum curvistylum är en plattmaskart. Macrostomum curvistylum ingår i släktet Macrostomum och familjen Macrostomidae. Inga underarter finns listade i Catalogue of Life.